# 하인리히 (프랑코니아)
프랑코니아의 하인리히(Heinrich, ? ~ 886년 8월 28일)는 프랑크 왕국의 귀족으로 프랑켄 바벤베르크가의 일원이다. 사아를가우(Saalgau), 프리슬란트의 변경백 포포(Poppo)의 아들로 파리 출신이다. 그는 동프랑크의 청년 루트비히, 비만왕 카를의 왕자 민병대를 지휘, 독일인 루트비히에 대한 반란에 가담했다.

## 생애
아버지 또는 할아버지였던 프랑코니아의 포포 1세는
838-839년에 독일인 루트비히가 랑가우백작 게브하르트, 메츠 백작 아달베르트, 마인츠 대주교 오트카르(Autkar)를 포함하여 독일인 루트비히가 아버지 경건왕 루트비히에 대해 반란을 일으켰을 때 가담한 인사였다. 그의 집안은 로베르티앙 가문의 친척이라는 설과 후대의 오스트리아 바벤베르크 가문과 관련있다는 설이 있다. 하인리히의 아버지 혹은 할아버지 포포와 마찬가지로 하인리히는 독일인 루트비히 왕에 대한 공적인 반대자였으며, 청년 루트비히, 비만왕 카를이 아버지 루트비히에 대한 음모에 연루되었다.
아날레스 연대기에 의하면 860년대 카를로만 바바리아이가 아버지 독일인 루도비쿠스를상대로 반란을 일으킬 때 가담했다.
866년에 그는 청년 루트비히, 비만왕 카를이 양성한 사병 왕자 민병대의 지휘관이었다. 그는 청년 루트비히와 비만 카를의 최고 장군이었고, 프랑크 후작(marchio francorum)이자 아우스트라시아 공작(dux Austrasiorum)이라는 직함을 사용하였다.
880년에 하인리히는 서프랑크의 루이 3세가 로타링기아 왕 로타르 2세의 아들인 알사스 공작 후고(Hugo)를 상대로 싸울 때 서프랑크 군대의 사령관이었습니다. 그는 아를의 테오발트, 네우스트리아 후작이자 서프랑크 총리 아달하르트와 군사를 이끌고 후고와 교전하였다.
아날레스 연대기에 의하면, 프로방스의 보소 5세의 당파였던 아를의 테오발트는 보소의 프로방스의 왕관을 위해 루이 3세를 상대로 전쟁할 때, 그는 프랑코 니아의 하인리히에 의해 심각한 부상을 입었다 한다.
그러나 그의 가장 중요한 임무는 라인란트 일대와 북부 해안가를 침공한 노르만족과의 싸움이었다. 884년 그는 군사를 이끌고, 아르노 주교, 작센의 귀족들과 함께 바이킹의 침공에 맞서 작센을 방어하였다. 같은 해 작센에 대규모로 나타나 함락되었지만, 곧 점령지를 탈환시켰다. 바이킹 족이 뒤스부르크와 하부 라인란트 공략을 막아냈다. 이듬해에 그는 프리슬란트를 장악한 노르만인 지도자 고트프리드와 시그프리드를 암살하고, 바이킹을 몰아냈다.
같은 해에 그는 일시적으로 바이킹과의 교전을 중단, 튀링겐 공작령을 둘러싼 분쟁에 개입, 그의 형제 포포 2세(Poppo II)를 지원했다. 883년 프륌을 침공한 바이킹과 싸워 승전하였다.
885년 초에 하인리히는 로타링기아의 후고를 매복해 있다가 사로잡았고, 황제 비만왕 카를의 명령을 받고 후고를 눈이 멀게 만든 뒤 프륌 수도원에 감금하였다.
885년 여름 로우엔에서 라그논도가 사망하자 그를 대신하여 군사를 이끌고 바이킹과 싸우고, 그해 북부 해안가로 오는 바이킹을 막기 위해 네우스트리아 변경백에 임명, 파견되었다.
886년 다시 노르만족의 침략 시, 네우스트리아에서 샤를 3세의 서프랑크군 사령관으로 활동하였다. 하인리히는 노르만족 이 파리를 포위하자, 군사를이끌고 네우스트리아에서 파리로 가다가 매복, 기습공격을 당했다. 그는 왕궁 근처 쿠아즈 오이세(Quierzy Oise)로 돌아서 가려다가 바이킹이 파놓은 함정에 빠졌으며, 근처에 숨어있는 바이킹에 의해 구덩이에서 살해되었다. 그는 수아송에 있는 성 메다드(St. Médard) 수도원에 안치되었다.

## 같이 보기
- 노르만
- 동프랑크 왕국
- 리베몽 조약